# Santa Catalina (departament)
Departament Santa Catalina (hiszp. Departamento de Santa Catalina) – departament położony jest w północnej części prowincji Jujuy. Jego powierzchnia wynosi 2960 km². Stolicą departamentu jest Santa Catalina, założona w XVII w. W 2010 roku populacja departamentu wynosiła 2644. Departament został utworzony na mocy ustawy prowincjonalnej z 13 listopada 1899 roku, określającej jego granice. na zachodzie i północnym zachodzie z Boliwią, na wschodzie z departamentem Yavi (granica przebiega przez rzeki Corral Blanco i Sarcari oraz lagunę Pozuelos), a na południu z departamentem Riconada (granica przebiega wzdłuż strumieni Guayatayoc i Chuspinayo oraz rzek San Juan Mayo, Granadas i Queñoal).
Na terenie departamentu oraz dwóch z nim sąsiadujących departamentów Yavi i Riconada, znajduje się utworzony w 1980 roku pomnik przyrody Laguna Pozuelos (hiszp. Monumento natural Laguna de los Pozuelos).  W 1990 roku Laguna de los Pozuelos została uznana za pierwszy rezerwat biosfery w Argentynie. Na terenie laguny występują rzadkie gatunki ptaków m.in. łyska wielka, płatkonóg trójbarwny, szablodziób andyjski, szlamnik amerykański. Jednak największą atrakcją laguny Pozuelos są trzy gatunki flamingów, które występują w ilości dochodzącej do 30 tysięcy sztuk. Są to flaming andyjski, flaming chilijski i flaming krótkodzioby. 
Przez departament przebiega Droga krajowa 40 (ruta nacional n.º 40 «Libertador General Don José de San Martín»), sama w sobie będąca dużą atrakcją turystyczną, a także kilka dróg prowincjonalnych (wojewódzkich) o numerach: 5, 7, 64, 65, 66, 69, 76, 85, 86 i 87. 
Departament składa się z trzech gmin (municipios): Cieneguillas (893 mieszkańców), Cusi  Cusi (1117 mieszkańców) i Santa  Catalina (1062).
W skład departamentu wchodzą m.in. miejscowości: Casira, Cieneguillas, El Angosto, Timón Cruz, Piscuno, Yoscaba, Misarrumi, Oratorio, Cusi Cusi, San Juan de Oros, Paicone, Stare Miasto, Chusimayo, Oros i La Perdida.